# Романків Іван Васильович
Іван Васильович Романків (с. Мужилів, Підгаєцький повіт, Королівство Галичини та Володимирії (тепер Підгаєцька міська громада, Тернопільська область) — 1 січня 1973, Браеркліфф-Манор, США) — український військовий і громадський діяч, правник.
Батько видатного науковця Любомира Іванківа.

## Життєпис

Працівники комісаріату УСС на Волині, зліва направо: Андрій Дідик, Остап Вахнянин, Іван Романків

Народився 21 жовтня 1888 року в селі Мужилів Підгаєцького повіту (тепер Підгаєцька міська громада, Тернопільська область) у сім'ї вчителя.
Протягом 1902 - 1910 навчався у гімназії міста Бережани. Згодом вивчав право у Львівському та Віденському університетах, отримав ступінь доктора прав у 1918 році. 
З 1914 року у лавах УСС. У 1916 році був призначений в Українську шкільну раду як делегат від комісаріату УСС у Володимирі-Волинському, займався культурно-освітньою працею серед українського населення Волині на території підконтрольній армії Австро-Угорщини.
З 1917 року служив у «Поборовій станиці» УСС у Львові.
Учасник проголошення ЗУНР у Косові. З кінця 1918 року в УГА, проходив службу в Коломиї. 
У травні 1919 року разом з армією переходить Збруч, служить у «Відділі для Освіти при Команді Етапу УГА» під командою Осипа Левицького. У квітні 1920 року попав у полон до більшовиків, але зумів втекти і дістатися до Підгаєччини. 
З 1923 року працював помічником адвоката в Угнові, а з 1925 року адвокатом у Жовкві. Очолював місцеві товариства «Рідної школи» та «Просвіти» в Жовкві. Був активним членом УНДО.
Під час радянської окупації 1939 - 1941 років переховувався. 
Під час Другої світової війни прцював нотаріусом у Белзі. У 1944 році емігрував до Європи, звідки пepeceлився до Едмонтону в Канаді. Брав активну участь у житті української громади, очолював з 1952 року Українську санітарно-харитативну службу, був головою станиці братства УСС, членом НТШ, власником книграні Арка.
Після смерті дружини Надії в 1968-му році переїхав до своїх дітей в США. Помер 1 січня 1973 року у місцевості Браеркліфф-Манор біля Нью-Йорку. Похований на Українському православному цвинтарі святого Андрія в Бавнд Бруку.